# 留目夕陽
留目 夕陽 (とどめ ゆうひ、2002年6月18日 - ) は、東京都出身の自転車プロロードレース選手。

## 主な戦績
2019
ジュニア全日本選手権 個人タイムトライアル 3位
2020
全日本大学自転車競技大会ロードレース　優勝　(注：高校3年時)
2021
全日本選手権 U23個人タイムトライアル 2位
ツアー・オブ・ジャパン 総合10位
　ヤングライダー賞
2022　
全日本選手権 U23個人タイムトライアル優勝
ツール・ド・北海道 山岳賞
2023
GP・アスペンドス 8位
全日本選手権 個人タイムトライアル 5位
ツール・ド・ラブニール 総合24位、タイムトライアルステージ13位
おおいたアーバンクラシック 10位